# Тростянка (Луцкий район)
Тростянка (укр. Тростянка) — село в Копачовской сельской общине Луцкого района Волынской области Украины.
До 2020 года входило в Рожищенский район.
Код КОАТУУ — 0724582904. Население по переписи 2001 года составляет 303 человека. Почтовый индекс — 45150. Телефонный код — 3368. Занимает площадь 1,22 км².